# Guillermo Arellano
José Guillermo Arellano Moraga (Santiago, 21 de agosto de 1908-ibídem, 16 de febrero de 1999) fue un profesor primario y futbolista chileno que jugaba de interior izquierdo.
Participó como seleccionado nacional en la Copa Mundial de Fútbol de 1930, siendo el último sobreviviente del plantel que participó en el torneo.

## Trayectoria
Guillermo Arellano nació el 21 de agosto de 1908 en Santiago. Fue el último hijo que tuvo el matrimonio formado por Antonio Arellano —quien murió cuando Guillermo tenía 3 años— y Rosario Moraga. Asimismo sus hermanos David y Francisco fueron fundadores del club Colo-Colo.
Desarrollo sus estudios en la Escuela Normal "José Abelardo Núñez", en donde se preparó para convertirse en profesor normalista. En su vida institucional fue director de Colo-Colo y durante varios años fue presidente de la agrupación "Viejos Cracks de Colo-Colo".
Comenzó a jugar al fútbol en Colo-Colo, debutó en el club en el año 1926 cuando tenía 17 años, estuvo durante 7 temporadas en el club. Participó en la gira que el cacique realizó a Perú en 1929. Además,  mientras militaba en el club, Guillermo fue uno de los miembros del plantel que participó en el Mundial de 1930. Se destacó como un jugador de gran técnica y empuje.
En 1933 se integró a la Unión Española, sin embargo solo disputó algunos partidos preparatorios, marchándose del equipo por motivos personales antes del inicio de los torneos. Posteriormente comienza el profesionalismo en Chile y Guillermo llega a jugar en el Morning Star, equipo con el cual participa en el primer torneo de la primera división de Chile.
Al año siguiente llegó como refuerzo al Magallanes, logrando conquistar el título de la Primera división. Posterior a esto se retira del futbol.
Años después tiene un paso fugaz por el Santiago Morning.

## Selección nacional
Fue internacional con la selección chilena durante el año 1930, teniendo participación en una edición de la Copa Mundial de Fútbol. Jugó solamente un partido.
Fue nominado por primera vez para viajar al Mundial en tierras charrúas, antes del inicio del torneo el técnico Jorge Orth lo tenía considerado en el equipo titular, empero, una gripe lo dejó fuera de los primeros dos encuentros, ya recuperado fue titular frente a los trasandinos donde el equipo fue derrotado y quedó eliminado del mundial.

### Participaciones en Copas del Mundo
| Torneo               | Sede    | Resultado    | Partidos |
| -------------------- | ------- | ------------ | -------- |
| Copa Mundial de 1930 | Uruguay | Primera fase | 1        |
| Total                | Total   | Total        | 1        |

### Partidos internacionales
| 1     | 22 de julio de 1930 | Estadio Centenario, Montevideo, Uruguay | Argentina  | 3-1 | Chile | Copa Mundial 1930 |
| Total |                     |                                         | Presencias | 1   |       |                   |

## Clubes
| Club             | País  | Año         |
| ---------------- | ----- | ----------- |
| Colo-Colo        | Chile | 1926 - 1932 |
| Morning Star     | Chile | 1933        |
| Magallanes       | Chile | 1934        |
| Santiago Morning | Chile | 1941        |

## Palmarés

### Torneos locales
| Título                                             | Club      | País  | Año  |
| -------------------------------------------------- | --------- | ----- | ---- |
| Serie F de la Liga Central de Football de Santiago | Colo-Colo | Chile | 1928 |
| Liga Central de Football de Santiago               | Colo-Colo | Chile | 1929 |
| División de Honor                                  | Colo-Colo | Chile | 1930 |

### Torneos nacionales
| Título           | Club       | País  | Año  |
| ---------------- | ---------- | ----- | ---- |
| Primera División | Magallanes | Chile | 1934 |